# Przybiernów (gmina)
Przybiernów (1945–1946 gmina Przyborowo) – gmina wiejska położona w województwie zachodniopomorskim, w północnej części powiatu goleniowskiego. Do 31 XII 1998 r. wchodziła w skład województwa szczecińskiego. Siedzibą gminy jest wieś Przybiernów.

Miejsce w województwie (na 114 gmin):

powierzchnia 41., ludność 76.
Gmina stanowi 14,2% powierzchni powiatu.

## Położenie
Gmina leży na równinach: Goleniowskiej i Gryfickiej.
Sąsiednie gminy:
- Goleniów, Nowogard, Osina i Stepnica (powiat goleniowski)
- Golczewo i Wolin (powiat kamieński)

## Demografia
Dane z 30 czerwca 2008:
| Opis      | Ogółem | Ogółem | Kobiety | Kobiety | Mężczyźni | Mężczyźni |
| --------- | ------ | ------ | ------- | ------- | --------- | --------- |
| jednostka | osób   | %      | osób    | %       | osób      | %         |
| populacja | 5 189  | 100    | 2 587   | 49,9    | 2 602     | 50,1      |

Gminę zamieszkuje 6,5% ludności powiatu.

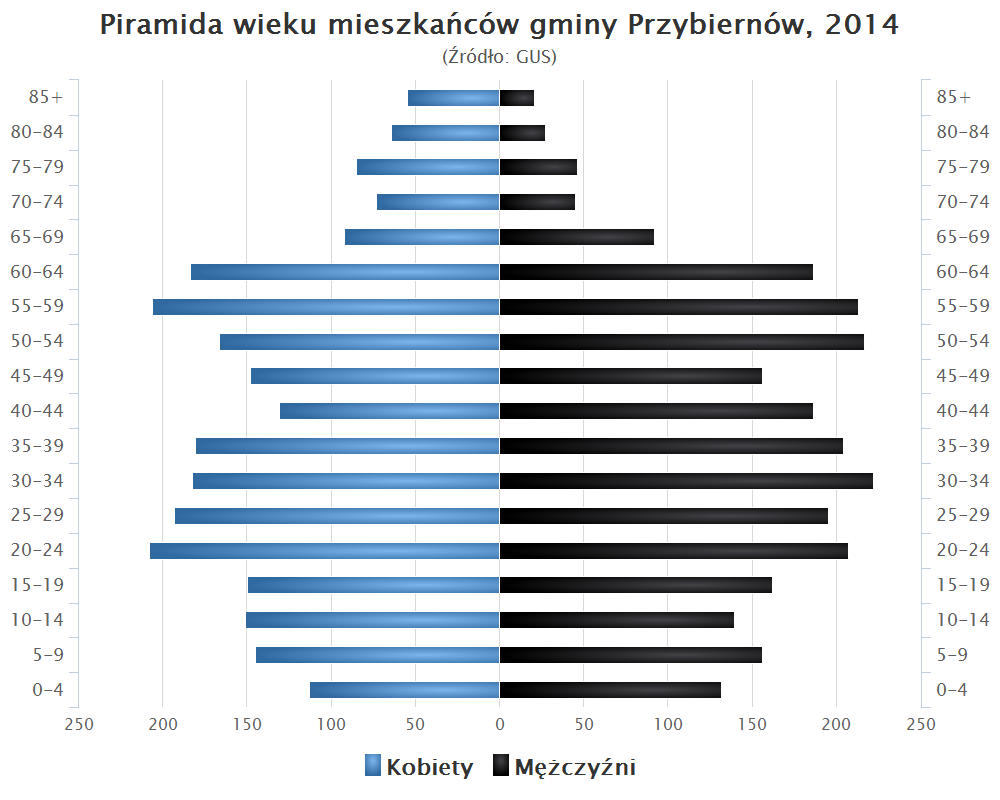
Piramida wieku mieszkańców gminy Przybiernów w 2014 roku

## Przyroda i turystyka
Większą jej część pokrywa Puszcza Goleniowska. Nieopodal wsi Rokita znajdują się rezerwaty przyrody Cisy Rokickie im. prof. Stanisława Króla oraz rezerwat przyrody Cisy Sosnowickie im. Tomasza Szeszyckiego. Przez peryferia gminy przepływają rzeki Wołczenica i Gowienica, dostępne dla kajaków. Tereny leśne zajmują 54% powierzchni gminy, a użytki rolne 38%.

## Komunikacja

### Drogi
Przez gminę prowadzi droga krajowa nr 3 łącząca Przybiernów z Goleniowem (20 km do skrzyżowania z drogą krajową nr 6 i wjazdu na drogę ekspresową S3) oraz przez Parłówko (10 km, skrzyżowanie z drogami wojewódzkimi nr 107 i nr108) z Wolinem (19 km).

### Kolej
Najbliższa stacja kolejowa Rokita położona 5 km od Przybiernowa uzyskała połączenie kolejowe w 1892 r. po wybudowaniu odcinka z Goleniowa do Wolina Pomorskiego. 10 lat wcześniej zbudowano odcinek Szczecin – Goleniów. W 1899 r. linię wydłużono do Międzyzdrojów, a rok później do Świnoujścia. W latach 1979–1980 linia została zelektryfikowana. Przez gminę prowadziła także kolej wąskotorowa (szerokość toru 1000 mm) ze wsi Popiele koło Gryfic, zbudowana w 1901 r. do Golczewa Wąsk., a w 1903 r. wydłużona przez Czarnogłowy i Łoźnicę Wąsk. do Stepnicy. W 1911 r. otwarto krótką linię ze wsi Czarnogłowy do Rokity. Linia ta została rozebrana do 1945 r. W 1979 r. został zamknięty odcinek Łoźnica Wąsk. – Stepnica, a w 1996 r. pozostała część linii. Obecnie w gminie czynne są 2 stacje: Łoźnica i Rokita.
W gminie czynne są 3 urzędy pocztowe: Przybiernów (nr 72-110), Czarnogłowy (nr 72-121) i Łoźnica (nr 72-122).

## Administracja
W 2016 r. wykonane wydatki budżetu gminy Przybiernów wynosiły 18,7 mln zł, a dochody budżetu 20,3 mln zł. Zobowiązania samorządu (dług publiczny) według stanu na koniec 2016 r. wynosiły 9,6 mln zł, co stanowiło 47,6% poziomu dochodów.

## Miejscowości
- Wieś gminna:

Przybiernów
- Wsie sołeckie:

Babigoszcz, Brzozowo, Budzieszewice, Czarnogłowy, Dzieszkowo, Dzisna, Kartlewo, Łoźnica, Miodowice, Moracz, Rzystnowo, Sobieszewo, Włodzisław i Zabierzewo.
- Osady:

Buk, Derkacz, Leszczno, Machowica, Rokita, Sosnowice, Świętoszewko, Świętoszewo, Trzebianowo i Żychlikowo
- Leśniczówki:

Borowik, Domanie, Kartlewko i Owczarnia, Przełęg